# Pineus pinifoliae
Pineus pinifoliae är en insektsart som först beskrevs av Fitch 1858.  Pineus pinifoliae ingår i släktet Pineus och familjen barrlöss. Inga underarter finns listade i Catalogue of Life.